# 20e étape du Tour de France 1996
Pour un article plus général, voir Tour de France 1996.
La 20e étape du Tour de France 1996 a eu lieu le 20 juillet 1996 entre la ville de Bordeaux et celle de Saint-Émilion sur une distance de 63,5 km et sous la forme d'un contre-la-montre individuel. Elle a été remportée par l'Allemand Jan Ullrich (Deutsche Telekom). Il devance deux Espagnols, Miguel Indurain (Banesto) et Abraham Olano (Mapei). Le Danois Bjarne Riis, coéquipier d'Ullrich et quatrième du classement du jour, conserve le maillot jaune de leader au terme de l'étape.

## Classement de l'étape
| \| Classement de l'étape \| Classement de l'étape \| Classement de l'étape \| Classement de l'étape \| Classement de l'étape \| \| Coureur \| Coureur \| Pays \| Équipe \| Temps \| \| --------------------- \| --------------------- \| --------------------- \| --------------------- \| --------------------- \| \| 1er \| Jan Ullrich \| Allemagne \| Deutsche Telekom \| 1 h 15 min 31 s \| \| 2e \| Miguel Indurain \| Espagne \| Banesto \| + 56 s \| \| 3e \| Abraham Olano \| Espagne \| Mapei-GB \| + 2 min 06 s \| \| 4e \| Bjarne Riis \| Danemark \| Deutsche Telekom \| + 2 min 18 s \| \| 5e \| Laurent Dufaux \| Suisse \| Festina-Lotus \| + 2 min 19 s \| \| 6e \| Chris Boardman \| Royaume-Uni \| Gan \| + 2 min 29 s \| \| 7e \| Richard Virenque \| France \| Festina-Lotus \| + 2 min 30 s \| \| 8e \| Tony Rominger \| Suisse \| Mapei-GB \| + 2 min 47 s \| \| 9e \| Evgueni Berzin \| Russie \| Gewiss-Playbus \| + 2 min 56 s \| \| 10e \| Laurent Brochard \| France \| Festina-Lotus \| + 2 min 57 s \| |                  |             |                  |                 |
| |                  |             |                  |                 |
| |                  |             |                  |                 |
| Classement de l'étape |                  |             |                  |                 |
| Coureur | Coureur          | Pays        | Équipe           | Temps           |
| 1er | Jan Ullrich      | Allemagne   | Deutsche Telekom | 1 h 15 min 31 s |
| 2e | Miguel Indurain  | Espagne     | Banesto          | + 56 s          |
| 3e | Abraham Olano    | Espagne     | Mapei-GB         | + 2 min 06 s    |
| 4e | Bjarne Riis      | Danemark    | Deutsche Telekom | + 2 min 18 s    |
| 5e | Laurent Dufaux   | Suisse      | Festina-Lotus    | + 2 min 19 s    |
| 6e | Chris Boardman   | Royaume-Uni | Gan              | + 2 min 29 s    |
| 7e | Richard Virenque | France      | Festina-Lotus    | + 2 min 30 s    |
| 8e | Tony Rominger    | Suisse      | Mapei-GB         | + 2 min 47 s    |
| 9e | Evgueni Berzin   | Russie      | Gewiss-Playbus   | + 2 min 56 s    |
| 10e | Laurent Brochard | France      | Festina-Lotus    | + 2 min 57 s    |

## Classement général
| \| Classement général \| Classement général \| Classement général \| Classement général \| Classement général \| \| Coureur \| Coureur \| Pays \| Équipe \| Temps \| \| ------------------ \| ------------------ \| ------------------ \| ------------------ \| ------------------ \| \| 1er \| Bjarne Riis \| Danemark \| Deutsche Telekom \| 92 h 26 min 32 s \| \| 2e \| Jan Ullrich \| Allemagne \| Deutsche Telekom \| + 1 min 41 s \| \| 3e \| Richard Virenque \| France \| Festina-Lotus \| + 4 min 37 s \| \| 4e \| Laurent Dufaux \| Suisse \| Festina-Lotus \| + 5 min 53 s \| \| 5e \| Peter Luttenberger \| Autriche \| Carrera Jeans \| + 7 min 07 s \| \| 6e \| Luc Leblanc \| France \| Polti \| + 10 min 03 s \| \| 7e \| Piotr Ugrumov \| Lettonie \| Roslotto-ZG Mobili \| + 10 min 04 s \| \| 8e \| Fernando Escartín \| Espagne \| Kelme-Artiach \| + 10 min 26 s \| \| 9e \| Abraham Olano \| Espagne \| Mapei-GB \| + 11 min 00 s \| \| 10e \| Tony Rominger \| Suisse \| Mapei-GB \| + 11 min 53 s \| |                    |           |                    |                  |
| |                    |           |                    |                  |
| |                    |           |                    |                  |
| Classement général |                    |           |                    |                  |
| Coureur | Coureur            | Pays      | Équipe             | Temps            |
| 1er | Bjarne Riis        | Danemark  | Deutsche Telekom   | 92 h 26 min 32 s |
| 2e | Jan Ullrich        | Allemagne | Deutsche Telekom   | + 1 min 41 s     |
| 3e | Richard Virenque   | France    | Festina-Lotus      | + 4 min 37 s     |
| 4e | Laurent Dufaux     | Suisse    | Festina-Lotus      | + 5 min 53 s     |
| 5e | Peter Luttenberger | Autriche  | Carrera Jeans      | + 7 min 07 s     |
| 6e | Luc Leblanc        | France    | Polti              | + 10 min 03 s    |
| 7e | Piotr Ugrumov      | Lettonie  | Roslotto-ZG Mobili | + 10 min 04 s    |
| 8e | Fernando Escartín  | Espagne   | Kelme-Artiach      | + 10 min 26 s    |
| 9e | Abraham Olano      | Espagne   | Mapei-GB           | + 11 min 00 s    |
| 10e | Tony Rominger      | Suisse    | Mapei-GB           | + 11 min 53 s    |

## Classements annexes
| Classement par points | Classement par points    | Classement par points | Classement par points        | Classement par points |
| Coureur               | Coureur                  | Pays                  | Équipe                       | Points                |
| --------------------- | ------------------------ | --------------------- | ---------------------------- | --------------------- |
| 1er                   | Erik Zabel               | Allemagne             | Deutsche Telekom             | 313 pts               |
| 2e                    | Frédéric Moncassin       | France                | Gan                          | 254 pts               |
| 3e                    | Fabio Baldato            | Italie                | MG Boys Maglificio-Technogym | 220 pts               |
| 4e                    | Djamolidine Abdoujaparov | Ouzbekistan           | Refin-Mobilvetta             | 180 pts               |
| 5e                    | Jeroen Blijlevens        | Pays-Bas              | TVM-Farm Frites              | 132 pts               |

| Classement par points | Classement par points    | Classement par points | Classement par points        | Classement par points |
| Coureur               | Coureur                  | Pays                  | Équipe                       | Points                |
| --------------------- | ------------------------ | --------------------- | ---------------------------- | --------------------- |
| 1er                   | Erik Zabel               | Allemagne             | Deutsche Telekom             | 313 pts               |
| 2e                    | Frédéric Moncassin       | France                | Gan                          | 254 pts               |
| 3e                    | Fabio Baldato            | Italie                | MG Boys Maglificio-Technogym | 220 pts               |
| 4e                    | Djamolidine Abdoujaparov | Ouzbekistan           | Refin-Mobilvetta             | 180 pts               |
| 5e                    | Jeroen Blijlevens        | Pays-Bas              | TVM-Farm Frites              | 132 pts               |

| Classement de la montagne | Classement de la montagne | Classement de la montagne | Classement de la montagne | Classement de la montagne |
| Coureur                   | Coureur                   | Pays                      | Équipe                    | Points                    |
| ------------------------- | ------------------------- | ------------------------- | ------------------------- | ------------------------- |
| 1er                       | Richard Virenque          | France                    | Festina-Lotus             | 383 pts                   |
| 2e                        | Bjarne Riis               | Danemark                  | Deutsche Telekom          | 274 pts                   |
| 3e                        | Laurent Dufaux            | Suisse                    | Festina-Lotus             | 176 pts                   |
| 4e                        | Laurent Brochard          | France                    | Festina-Lotus             | 168 pts                   |
| 5e                        | Luc Leblanc               | France                    | Polti                     | 158 pts                   |

| Classement de la montagne | Classement de la montagne | Classement de la montagne | Classement de la montagne | Classement de la montagne |
| Coureur                   | Coureur                   | Pays                      | Équipe                    | Points                    |
| ------------------------- | ------------------------- | ------------------------- | ------------------------- | ------------------------- |
| 1er                       | Richard Virenque          | France                    | Festina-Lotus             | 383 pts                   |
| 2e                        | Bjarne Riis               | Danemark                  | Deutsche Telekom          | 274 pts                   |
| 3e                        | Laurent Dufaux            | Suisse                    | Festina-Lotus             | 176 pts                   |
| 4e                        | Laurent Brochard          | France                    | Festina-Lotus             | 168 pts                   |
| 5e                        | Luc Leblanc               | France                    | Polti                     | 158 pts                   |

| Classement du meilleur jeune | Classement du meilleur jeune | Classement du meilleur jeune | Classement du meilleur jeune | Classement du meilleur jeune |
| Coureur                      | Coureur                      | Pays                         | Équipe                       | Temps                        |
| ---------------------------- | ---------------------------- | ---------------------------- | ---------------------------- | ---------------------------- |
| 1er                          | Jan Ullrich                  | Allemagne                    | Deutsche Telekom             | 92 h 28 min 13 s             |
| 2e                           | Peter Luttenberger           | Autriche                     | Carrera Jeans                | + 5 min 26 s                 |
| 3e                           | Manuel Fernández Ginés       | Espagne                      | Mapei-GB                     | + 24 min 47 s                |
| 4e                           | Leonardo Piepoli             | Italie                       | Refin-Mobilvetta             | + 25 min 55 s                |
| 5e                           | Michael Boogerd              | Pays-Bas                     | Rabobank                     | + 1 h 12 min 04 s            |

| Classement du meilleur jeune | Classement du meilleur jeune | Classement du meilleur jeune | Classement du meilleur jeune | Classement du meilleur jeune |
| Coureur                      | Coureur                      | Pays                         | Équipe                       | Temps                        |
| ---------------------------- | ---------------------------- | ---------------------------- | ---------------------------- | ---------------------------- |
| 1er                          | Jan Ullrich                  | Allemagne                    | Deutsche Telekom             | 92 h 28 min 13 s             |
| 2e                           | Peter Luttenberger           | Autriche                     | Carrera Jeans                | + 5 min 26 s                 |
| 3e                           | Manuel Fernández Ginés       | Espagne                      | Mapei-GB                     | + 24 min 47 s                |
| 4e                           | Leonardo Piepoli             | Italie                       | Refin-Mobilvetta             | + 25 min 55 s                |
| 5e                           | Michael Boogerd              | Pays-Bas                     | Rabobank                     | + 1 h 12 min 04 s            |

| Classement par équipes | Classement par équipes | Classement par équipes | Classement par équipes |
| Équipe                 | Équipe                 | Pays                   | Temps                  |
| ---------------------- | ---------------------- | ---------------------- | ---------------------- |
| 1re                    | Festina-Lotus          | France                 | 277 h 14 min 08 s      |
| 2e                     | Deutsche Telekom       | Allemagne              | + 15 min 14 s          |
| 3e                     | Mapei-GB               | Italie                 | + 51 min 36 s          |
| 4e                     | Roslotto-ZG Mobili     | Italie                 | + 1 h 22 min 29 s      |
| 5e                     | ONCE                   | Espagne                | + 1 h 37 min 10 s      |

| Classement par équipes | Classement par équipes | Classement par équipes | Classement par équipes |
| Équipe                 | Équipe                 | Pays                   | Temps                  |
| ---------------------- | ---------------------- | ---------------------- | ---------------------- |
| 1re                    | Festina-Lotus          | France                 | 277 h 14 min 08 s      |
| 2e                     | Deutsche Telekom       | Allemagne              | + 15 min 14 s          |
| 3e                     | Mapei-GB               | Italie                 | + 51 min 36 s          |
| 4e                     | Roslotto-ZG Mobili     | Italie                 | + 1 h 22 min 29 s      |
| 5e                     | ONCE                   | Espagne                | + 1 h 37 min 10 s      |